# حبيل لسود (حبيل جبر)

تعديل مصدري - تعديل

حبيل لسود هي إحدى قرى عزلة حبيل جبر بمديرية حبيل جبر التابعة لمحافظة لحج، بلغ تعداد سكانها 52 نسمة حسب تعداد اليمن لعام 2004.